# Manuel Arancibia
Manuel Segundo Arancibia Trivik (Iquique, 25 de mayo de 1908-27 de marzo de 1987) fue un futbolista chileno que actuaba como delantero. Desarrolló su carrera en el fútbol profesional en Badminton, Colo-Colo —donde logró el campeonato invicto de 1937— y Green Cross. Además, fue internacional con la selección chilena en los Sudamericanos de 1937, 1941 y 1942.

## Trayectoria
Comenzó a jugar fútbol en su natal Iquique. Llegó a formar en varios equipos amateurs de la ciudad, y en 1935 fue a Santiago como delantero de San Enrique, que ganó un campeonato de forma invicta. Ese mismo año debió jugar de forma profesional por algún equipo de la capital, pero un largo litigio por los derechos del jugador entre Badminton y Colo-Colo demoró su llegada y le dio su apodo de Discutido. Badminton ganó la pulseada por el iquiqueño, y Arancibia debutó con el conjunto aurinegro en 1936. En esos años Badminton tenía entre sus filas a varios jugadores de Iquique entre los que se contaban Carlos Atlagic y Teodosio Aguirre.
En 1937, junto a su hermano Carlos Arancibia, pasó a formar parte de Colo-Colo. Ese año el club albo alcanzó el primer título nacional de su historia, de forma invicta, y Manuel formó en la delantera junto a Roberto Luco, Enrique Sorrel, Arturo Carmona y Tomás Rojas.
En el año 1940 Discutido comenzó a vestir la camiseta de Green Cross. Estuvo en la tienda de la cruz verde hasta 1943, cuando viajó a Antofagasta para establecerse en esa ciudad. En la urbe del norte chileno continuó su carrera futbolística como amateur, e integró la selección local hasta 1950.

## Selección nacional
Manuel Arancibia jugó seis partidos internacionales con Chile entre 1937 y 1942, en los que marcó tres goles. El delantero debutó en el Campeonato Sudamericano 1937 de Buenos Aires en la victoria 3-0 contra Uruguay. Marcó el segundo gol del partido, en lo que fue la primera victoria chilena de la historia frente a los uruguayos. Arancibia anotó otro gol en la derrota por 2-3 ante Paraguay.
En el Campeonato Sudamericano 1941 de Santiago, Arancibia actuó en un encuentro. Fue en la victoria por 5-0 frente a Ecuador, en la que anotó el 3-0 parcial. En el Campeonato Sudamericano 1942 de Montevideo, Arancibia participó de los primeros partidos, que fueron las derrotas por 1-6 frente a Uruguay y Brasil, en lo que fue su último encuentro internacional.

### Participaciones en el Campeonato Sudamericano
| Torneo                       | Sede      | Resultado    | Partidos | Goles |
| ---------------------------- | --------- | ------------ | -------- | ----- |
| Campeonato Sudamericano 1937 | Argentina | Quinto lugar | 3        | 2     |
| Campeonato Sudamericano 1941 | Chile     | Tercer lugar | 1        | 1     |
| Campeonato Sudamericano 1942 | Uruguay   | Sexto lugar  | 2        | 0     |
| Total                        | Total     | Total        | 6        | 3     |

## Clubes
| Club        | País  | Año       |
| ----------- | ----- | --------- |
| Badminton   | Chile | 1936      |
| Colo-Colo   | Chile | 1937-1939 |
| Green Cross | Chile | 1940-1943 |

## Palmarés

### Campeonatos nacionales
| Título                 | Club      | País  | Año  |
| ---------------------- | --------- | ----- | ---- |
| Primera División       | Colo-Colo | Chile | 1937 |
| Campeonato Absoluto    | Colo-Colo | Chile | 1937 |
| Campeonato de Apertura | Colo-Colo | Chile | 1938 |